# Ryūji Bando
Ryūji Bando (jap. 播戸 竜二, Bando Ryūji; * 2. August 1979 in Kōdera, Kreis Kanzaki (heute: Himeji), Präfektur Hyōgo) ist ein ehemaliger japanischer Fußballspieler.

## Karriere

### Verein
erlernte das Fußballspielen in den Schulmannschaften der  Himeji Kodera Jr. High School und der Himeji Kotogaoka High School. Seinen ersten Vertrag unterschrieb er 1998 bei Gamba Osaka. Der Verein aus Osaka spielte in der ersten Liga des Landes, der J1 League. Die Saison 2000 und 2001 wurde er an den Ligakonkurrenten Consadole Sapporo nach Sapporo ausgeliehen. 2020 spielte er ebenfalls auf Leihbasis beim in der ersten Liga spielenden Vissel Kōbe. 2008 gewann er mit Osaka die AFC Champions League. 2010 unterschrieb er einen Vertrag beim Erstligaaufsteiger Cerezo Osaka in Osaka. Die Hinserie 2013 wurde er an den Erstligisten Sagan Tosu  nach Tosu ausgeliehen. Nach Ende der Ausleihe wurde er von Tosu fest verpflichtet. 2015 nahm ihn der Zweitligist Ōmiya Ardija aus Saitama unter Vertrag. Am Ende der Saison wurde er mit Ardija Meister der zweiten Liga und stieg somit in die erste Liga auf. Mit dem Klub spielte er noch zwei Jahre erste Liga. Ende 2017 musste der Verein wieder den Weg in die zweite Liga antreten. Nach dem Abstieg verließ er den Verein und schloss sich 2018 dem in der dritten Liga spielenden FC Ryūkyū an. Mit dem Verein aus der Präfektur Okinawa wurde er am Ende der Saison Meister und stieg in die zweite Liga auf. Nach dem Aufstieg beendete er seine Karriere als aktiver Fußballspieler.

### Nationalmannschaft
2006 debütierte Ryūji Bando für die japanische Fußballnationalmannschaft. Insgesamt bestritt er sieben Spiele für die Nationalmannschaft. Sein Länderspieldebüt gab er am 4. Oktober 2006 in einem Freundschaftsspiel gegen Ghana.

## Erfolge
Gamba Osaka
- J. League Cup: 2007
- Supercup: 2007
- Kaiserpokal: 2008, 2009
- AFC Champions League: 2008

Ōmiya Ardija
- J2 League: 2015  ▲

FC Ryūkyū
- J3 League: 2018  ▲